# Kathleen Depoorter
Kathleen Depoorter (nascida a 5 de setembro de 1971) é uma política belga e membro da Câmara dos Representantes pelo partido Nova Aliança Flamenga (N-VA).

## Biografia
Desde as eleições municipais de 2012, Depoorter é conselheira municipal do N-VA em Evergem. Ela também serviu como vereadora de finanças e orçamento, saúde pública, economia local, cooperação internacional e bem-estar animal em Evergem. Nas eleições municipais de 2018, foi reeleita como vereadora e continuou a exercer o cargo com a mesma pasta de competências. De 2017 a 2018 foi também conselheira provincial da Flandres Oriental. Depoorter foi eleita membro da Câmara dos Representantes pelo círculo eleitoral de Flandres Oriental nas eleições de 26 de maio de 2019.
Antes de entrar na política, Depoorter era gerente e dona de uma farmácia.